# Malmö IP
Malmö IP, i folkmun Gamla idrottsplatsen, är en idrottsplats i Malmö. Den tillkom på initiativ av Carl Frick och invigdes den 4 juli 1896, sedan AB Malmö Idrottsplats bildats i mars 1896. Från att ha varit en köpmannastad höll Malmö på att förvandlas till industristad. Sportintresset ökade och planerna på Malmö IP tog form. Efter att i 62 år varit ett centrum för sporten i Malmö, förlorade Malmö IP sin ställning då Malmö Stadion stod färdig till Fotbolls-VM 1958. IFK Malmö och Malmö FF flyttade ungefär samtidigt till Stadionområdet och var länge fast bosatta där.
För att få en intimare arena bestämde sig IFK Malmös dåvarande marknadschef Rolf-Axel Nordström tillsammans med MFF:s vice ordförande Bengt Madsen för att i början av 1995 bilda en projektgrupp, med uppgift att samla ihop pengar för att få till en ombyggnad av Malmö Idrottsplats. Efter många om och men var den nya arenan färdig för invigning i augusti 1999. Men tillvaron blev kortvarig. Arenan var för liten och efter mindre än två år hade Malmö FF återvänt till Malmö Stadion. Idrottsplatsen rymmer i dag 7 600 åskådare.
Malmö IP är hemmaarena för FC Rosengårds damlag, och reservarena för Bunkeflo IF. Malmö FF:s herrsektion använder fortfarande arenan tillfälligt för tidiga cup- eller försäsongsmatcher på grund av konstgräset. Tidigare var Malmö IP hemmaarena för IFK Malmö, men i och med att Malmö FF flyttade till Swedbank Stadion, så flyttade IFK Malmö till Malmö Stadion.

### Fotnoter
1. ↑  https://www.ifkmalmo.se/ga-pa-match/malmo-ip/
2. ↑  Gamla idrottsplatsen Arkiverad 19 januari 2017 hämtat från the Wayback Machine. på Malmö Stads hemsida.
3. ↑  ”IFK Malmö”. Arkiverad från originalet den 29 augusti 2012. https://web.archive.org/web/20120829144255/http://www.ifkmalmo.com/index.php?id=cga41yao7it6sic58wz117659cfhsxr9. Läst 9 oktober 2011.